# 1902

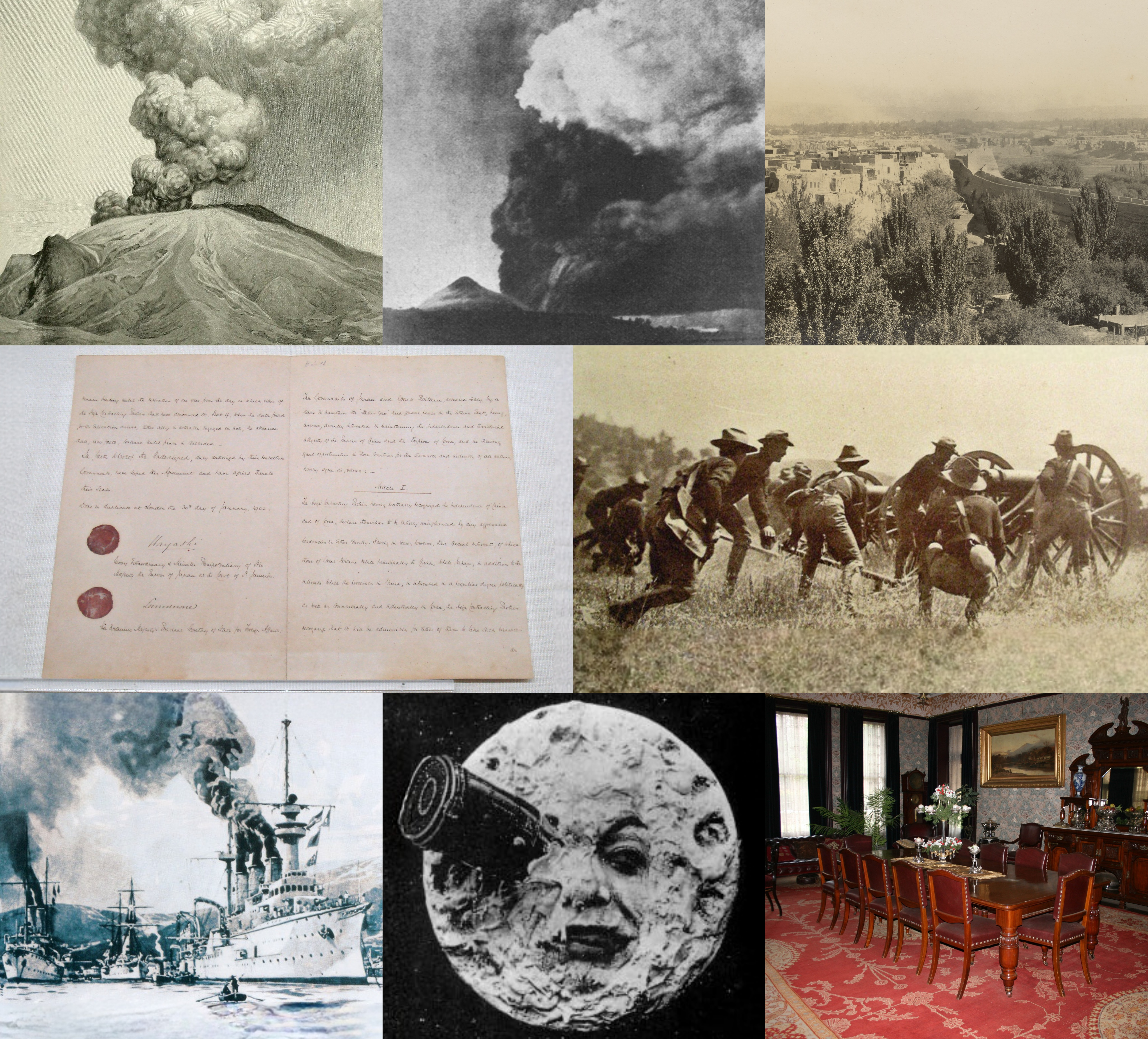

1902 (MCMII) là một năm thường bắt đầu vào Thứ tư của lịch Gregory và là một năm thường bắt đầu vào Thứ Ba của lịch Julius, năm thứ 1902 của Công nguyên hay của Anno Domini, the năm thứ 902  của thiên niên kỷ 2, năm thứ 2  của thế kỷ 20, và năm thứ  3   của thập niên 1900. Tính đến đầu năm 1902, lịch Gregory bị lùi sau 13 ngày trước lịch Julius, và vẫn sử dụng ở một số địa phương đến năm 1923. 

## Sự kiện
- 4 tháng 3 – Hiệp hội Ô tô Hoa Kỳ (AAA) thành lập.
- 6 tháng 3 – Real Madrid thành lập với tên gọi "FC Madrid".
- 20 tháng 5 – Cuba giành độc lập từ Hoa Kỳ.

## Sinh
- 13 tháng 2 – Talcott Parsons, nhà xã hội học người Mỹ, giáo sư của Đại học Harvard (mất 1979)
- 23 tháng 4 – Halldór Laxness, nhà văn Iceland đoạt giải Nobel Văn chương năm 1955 (mất 1998)
- 30 tháng 4 – Theodore Schultz, nhà kinh tế Mỹ đoạt giải Nobel Kinh tế năm 1979 (mất 1998)
- 3 tháng 5 – Alfred Kastler, nhà văn Pháp đoạt giải Nobel Vật lý năm 1966 (mất 1984)
- 8 tháng 8 – Paul Dirac, nhà vật lý người Anh (mất 1984)
- 6 tháng 9 - Lê Hồng Phong, cố Tổng Bí thư Đảng Cộng sản Việt Nam (mất 1942)
- 20 tháng 12 – Hoàng tử George, Công tước xứ Kent (mất 1942)

## Mất
- 13 tháng 1 – Nguyễn Phúc Miên Sạ, tước phong Tĩnh Gia công, hoàng tử con vua Minh Mạng (s. 1830).
- 21 tháng 4 – Nguyễn Phúc Trinh Nhu, phong hiệu Mỹ Trạch Công chúa, công chúa con vua Minh Mạng (s. 1840).
- 3 tháng 6 – Trang Ý Hoàng thái hậu, chánh cung của vua Tự Đức, mẹ nuôi của vua Dục Đức (s. 1828).
- 4 tháng 7 – Swami Vivekananda, nhà lãnh tụ tôn giáo người Ấn Độ (sinh 1863)
- 28 tháng 7 – Nguyễn Phúc Trinh Nhàn, phong hiệu Nghĩa Điền Công chúa, công chúa con vua Minh Mạng (s. 1827).
- 8 tháng 8 – James Tissot, họa sĩ Pháp (sinh 1836)
- 19 tháng 8 – Nguyễn Phúc Miên Bàng, tước phong An Xuyên vương, hoàng tử con vua Minh Mạng (s. 1838).
- Không rõ – Nguyễn Phúc Bửu Lũy, tước phong Mỹ Hóa công, hoàng tử con vua Dục Đức (s. 1885).

## Giải Nobel
- Vật lý – Hendrik Lorentz, Pieter Zeeman
- Hóa học – Hermann Emil Fischer
- Y học – Sir Ronald Ross
- Văn học – Theodor Mommsen
- Hòa bình – Élie Ducommun, Albert Gobat